# Coupe d'Angleterre de rugby à XIII 2018
Navigation
Édition précédente Édition suivante
La Coupe d'Angleterre de rugby à XIII 2018 (dite Ladbrokes Challenge Cup pour des raisons commerciales) est la 117e édition de la Coupe d'Angleterre, compétition à élimination directe mettant aux prises des clubs de rugby à XIII amateurs et professionnels affiliés à la Rugby Football League. Des clubs anglais, gallois, écossais, français et canadiens y participent donc. La compétition se déroule du 27 janvier 2018 au 5 août 2018. La finale est prévue après neuf tours à élimination directe mettant aux prises les clubs amateurs et professionnels et est programmée le 25 août 2018 au Stade de Wembley de Wembley. Les rencontres sont diffusées en direct au Royaume-Uni sur BBC Sport et Sky Sports. En France, la finale est retransmise en direct sur beIN Sports.
C'est la première fois de son histoire que le trophée est remporté par un club non-anglais puisque le club français des Dragons Catalans remportent la finale contre les Wolves de Warrington 20-14.

## Huitièmes de finale
Légende : (1) Super League, (2) Championship, (3) League 1.
Les huitièmes de finale se déroulent entre le 10 et le 13 mai 2018.
| 10 mai 2018 | Featherstone Rovers (2)                                                                              | 20 - 38 (10 - 30) | (1) Hull FC | LD Nutrition Stadium, Featherstone 2 322 spectateurs Arbitre : Scott Mikalauskas |
| 10 mai 2018 | Essai(s) : Anthony Thackeray, Luke Briscoe (2) et Gareth Hock Transformation(s) : Martyn Ridyard (2) |                   | Essai(s) : Jake Connor (2), Sika Manu, Jamie Shaul, Josh Griffin, Bureta Faraimo (2) Transformation(s) : Jake Connor (5) | LD Nutrition Stadium, Featherstone 2 322 spectateurs Arbitre : Scott Mikalauskas |
| 10 mai 2018 | |                   | | LD Nutrition Stadium, Featherstone 2 322 spectateurs Arbitre : Scott Mikalauskas |

| 11 mai 2018 | Widnes Vikings (1)                                                                               | 20 - 23 (4 - 11) | (1) Leeds Rhinos | Halton Stadium, Widnes 1 865 spectateurs Arbitre : Greg Dolan |
| 11 mai 2018 | Essai(s) : Matt Whitley (2), Alex Gerrard et Charly Runciman Transformation(s) : Tom Gilmore (2) |                  | Essai(s) : Tom Briscoe, Richard Myler, Ashton Golding et Stevie Ward Transformation(s) : Kallum Watkins (5) Drop(s) : Richard Myler (1) | Halton Stadium, Widnes 1 865 spectateurs Arbitre : Greg Dolan |
| 11 mai 2018 |                                                                                                  |                  | | Halton Stadium, Widnes 1 865 spectateurs Arbitre : Greg Dolan |

| 11 mai 2018 | Huddersfield Giants (1)                                                                                 | 24 - 14 (6 - 8) | (1) Wakefield Trinity Wildcats                                                                               | John Smith's Stadium, Huddersfield 2 631 spectateurs Arbitre : Gareth Hewer |
| 11 mai 2018 | Essai(s) : Adam O'Brien, Matty English, Ukuma Ta'ai et Lee Gaskell Transformation(s) : Danny Brough (4) |                 | Essai(s) : Mason Caton-Brown et Ryan Hampshire Transformation(s) : Liam Finn (2) Pénalité(s) : Liam Finn (1) | John Smith's Stadium, Huddersfield 2 631 spectateurs Arbitre : Gareth Hewer |
| 11 mai 2018 | |                 | | John Smith's Stadium, Huddersfield 2 631 spectateurs Arbitre : Gareth Hewer |

| 11 mai 2018 | Leigh Centurions (2)                                                                                             | 22 - 10 (12 - 10) | (1) Salford Red Devils                                                           | Leigh Sports Village, Leigh 4 024 spectateurs Arbitre : Liam Moore |
| 11 mai 2018 | Essai(s) : Ben Reynolds, Harrison Hansen, Daniel Mortimer et Drew Hutchison Transformation(s) : Ben Reynolds (3) |                   | Essai(s) : Niall Evalds et George Griffin Transformation(s) : Jake Shorrocks (1) | Leigh Sports Village, Leigh 4 024 spectateurs Arbitre : Liam Moore |
| 11 mai 2018 | |                   |                                                                                  | Leigh Sports Village, Leigh 4 024 spectateurs Arbitre : Liam Moore |

| 12 mai 2018 | Dragons Catalans (1) | 56 - 10 (24 - 10) | (3) Whitehaven RLFC                                                             | Stade Gilbert Brutus, Perpignan 2 533 spectateurs |
| 12 mai 2018 | Essai(s) : Jodie Broughton (3), Michael McIlorum, Josh Drinkwater, Mickaël Goudemand (2), Antoni Maria, Julian Bousquet, Vincent Duport et Tony Gigot Transformation(s) : Josh Drinkwater (6) |                   | Essai(s) : Jessie Joe Parker et Dave Thompson Transformation(s) : Dan Abram (1) | Stade Gilbert Brutus, Perpignan 2 533 spectateurs |
| 12 mai 2018 | |                   |                                                                                 | Stade Gilbert Brutus, Perpignan 2 533 spectateurs |

| 12 mai 2018 | Castleford Tigers (1)                                                                       | 18 - 36 (0 -12) | (1) St Helens RLFC                                                                                              | The Mend-A-Hose Jungle, Castleford 5 342 spectateurs |
| 12 mai 2018 | Essai(s) : Jacob Trueman, Greg Minikin et Mike McMeeken Transformation(s) : Jamie Ellis (3) |                 | Essai(s) : Regan Grace, Ben Barba (3), Ryan Morgan et Danny Richardson Transformation(s) : Danny Richardson (6) | The Mend-A-Hose Jungle, Castleford 5 342 spectateurs |
| 12 mai 2018 |                                                                                             |                 | | The Mend-A-Hose Jungle, Castleford 5 342 spectateurs |

| 13 mai 2018 | Hull KR (1)                                                                | 10 - 28 (4 - 10) | (1) Wigan Warriors                                                                                              | KCOM Craven Park, Hull 3 524 spectateurs |
| 13 mai 2018 | Essai(s) : Chris Atkin et Taioalo Vaivai Transformation(s) : Ryan Shaw (1) |                  | Essai(s) : Josh Woods, Liam Marshall, Sam Tomkins, Tony Clubb et Tom Davies Transformation(s) : Sam Tomkins (4) | KCOM Craven Park, Hull 3 524 spectateurs |
| 13 mai 2018 |                                                                            |                  | | KCOM Craven Park, Hull 3 524 spectateurs |

| 13 mai 2018 | Toronto Wolfpack (2)                                                     | 10 - 66 (10 - 12) | (1) Warrington Wolves | Halliwell Jones Stadium, Warrington 6 507 spectateurs |
| 13 mai 2018 | Essai(s) : Adam Higson et Liam Kay Transformation(s) : Ryan Brierley (1) |                   | Essai(s) : Mike Cooper, Josh Charnley (2), Harvey Livett, Ben Murdoch-Masila (2), Jack Hughes, Ben Westwood, Tom Lineham (3), Tyrone Roberts Transformation(s) : Bryson Goodwin (9) | Halliwell Jones Stadium, Warrington 6 507 spectateurs |
| 13 mai 2018 |                                                                          |                   | | Halliwell Jones Stadium, Warrington 6 507 spectateurs |

## Quarts de finale
Légende : (1) Super League, (2) Championship, (3) League 1.
Les quarts de finale se déroulent sur quatre jours entre le 31 mai et le 3 juin 2018.
| 31 mai 2018 | Huddersfield Giants (1)                                      | 6 - 10 (0 - 4) | (1) Dragons Catalans                                                                                         | John Smith's Stadium, Huddersfield 2 151 spectateurs Arbitre : Gareth Hewer |
| 31 mai 2018 | Essai(s) : Leroy Cudjoe Transformation(s) : Danny Brough (1) |                | Essai(s) : David Mead et Greg Bird Transformation(s) : Josh Drinkwater (2) Pénalité(s) : Josh Drinkwater (4) | John Smith's Stadium, Huddersfield 2 151 spectateurs Arbitre : Gareth Hewer |
| 31 mai 2018 |                                                              |                | | John Smith's Stadium, Huddersfield 2 151 spectateurs Arbitre : Gareth Hewer |

| 1er juin 2018 | Leeds Rhinos (1) | 52 - 22 (40 - 12) | (2) Leigh Centurions                                                                                  | LD Nutrition Stadium, Featherstone 3 277 spectateurs Arbitre : C Kendall |
| 1er juin 2018 | Essai(s) : Tom Briscoe 2(), Jack Walker, Ash Handley, Jimmy Keinhorst, Ashton Golding, Richie Myler, Cameron Smith et Adam Cuthbertson Transformation(s) : Jordan Lilley (8) |                   | Essai(s) : Nathan Mason, Drew Hutchison, Ben Crooks et Liam Hood Transformation(s) : Ben Reynolds (3) | LD Nutrition Stadium, Featherstone 3 277 spectateurs Arbitre : C Kendall |
| 1er juin 2018 | |                   | | LD Nutrition Stadium, Featherstone 3 277 spectateurs Arbitre : C Kendall |

| 2 juin 2018 | Warrington Wolves (1) | 23 - 0 (16 - 0) | (1) Wigan Warriors | Halliwell Jones Stadium, Warrington 10 213 spectateurs Arbitre : R Hicks |
| 2 juin 2018 | Essai(s) : Kevin Brown, Ben Murdoch-Masila, Josh Charnley et Declan Patton Transformation(s) : Harvey Livett (2) et Tyrone Roberts (1) Drop(s) : Tyrone Roberts (1) |                 |                    | Halliwell Jones Stadium, Warrington 10 213 spectateurs Arbitre : R Hicks |
| 2 juin 2018 | |                 |                    | Halliwell Jones Stadium, Warrington 10 213 spectateurs Arbitre : R Hicks |

| 3 juin 2018 | St Helens RLFC (1)                                                                                  | 25 - 22 (23 - 12) | (1) Hull FC                                                               | Totally Wicked Stadium, St Helens 9 644 spectateurs Arbitre : Ben Thaler |
| 3 juin 2018 | Transformation(s) : Percival (2) et Grace (2) Pénalité(s) : Richardson (4) Drop(s) : Richardson (1) |                   | Essai(s) : Kelly, Green, Taylor et Miloudi Transformation(s) : Connor (3) | Totally Wicked Stadium, St Helens 9 644 spectateurs Arbitre : Ben Thaler |
| 3 juin 2018 | |                   |                                                                           | Totally Wicked Stadium, St Helens 9 644 spectateurs Arbitre : Ben Thaler |

## Demi-finales
Légende : (1) Super League.
Les demi-finales se déroulent dans le même stade, à savoir le Macron Stadium dans le district métropolitain de Bolton le 5 août 2018 devant 26 086 spectateurs.
| 5 août 2018 | St Helens RLFC (1)                                                                | 16 - 35 (0 - 27) | (1) Dragons Catalans                                                                                    | Macron Stadium, Bolton 26 086 spectateurs Arbitre : R. Hicks |
| 5 août 2018 | Essai(s) : Percival (2) et McCarthy-Scarsbrook Transformation(s) : Richardson (2) |                  | Essai(s) : Tierney, Garcia (2), Gigot et Moa Transformation(s) : Drinkwater (7) Pénalité(s) : Gigot (1) | Macron Stadium, Bolton 26 086 spectateurs Arbitre : R. Hicks |
| 5 août 2018 |                                                                                   |                  | | Macron Stadium, Bolton 26 086 spectateurs Arbitre : R. Hicks |

| 5 août 2018 | Warrington Wolves (1)                                                                                        | 48 - 12 (26 - 6) | (1) Leeds Rhinos                                                 | Macron Stadium, Bolton 26 086 spectateurs Arbitre : C. Kendall |
| 5 août 2018 | Essai(s) : Lineham (2), Charnley (2), Brown, Murdoch-Masila, King et Goodwin Transformation(s) : Roberts (8) |                  | Essai(s) : Hall et Cuthbertson Transformation(s) : Sutcliffe (2) | Macron Stadium, Bolton 26 086 spectateurs Arbitre : C. Kendall |
| 5 août 2018 | |                  |                                                                  | Macron Stadium, Bolton 26 086 spectateurs Arbitre : C. Kendall |

## Finale (25 août 2018)
(mt : 14 - 6)
Homme du match :  Tony Gigot
Points marqués :
- Dragons Catalans: 3 essais de Lewis Tierney (2e), Benjamin Garcia (35e) et Brayden Wiliame (46e) ; 3 transformations de Josh Drinkwater (2e, 35e et 46e) et une pénalité de Josh Drinkwater (8e).
- Warrington: 2 essais de Ben Murdoch-Masila (29e) et George King (56e) ; 2 transformations de Tyrone Roberts (29e et 56e) ; 1 pénalité de Tyrone Roberts (70e).

Évolution du score : 6-0, 8-0, 8-6, 14-6, 14-12, 20-12, 20-14
Arbitre :  Rob Hicks
Spectateurs : 50 672
Composition des équipes :
- Dragons Catalans: Tony Gigot - Lewis Tierney, David Mead, Brayden Wiliame, Fouad Yaha - Josh Drinkwater, Samisoni Langi - Sam Moa, Michael McIlorum, Michaël Simon, Benjamin Jullien, Benjamin Garcia, Rémi Casty (c) - Julian Bousquet, Jason Baitieri, Kenny Edwards, Mickaël Goudemand - Entraîneur : Steve McNamara
- Warrington: Stefan Ratchford - Tom Lineham, Toby King, Bryson Goodwin, Josh Charnley - Kevin Brown, Tyrone Roberts - Chris Hill (c), Daryl Clark, Mike Cooper, Jack Hughes, Harvey Livett, Ben Westwood - Ben Murdoch-Masila, Philbin, Declan Patton, George King - Entraîneur : Steve Price

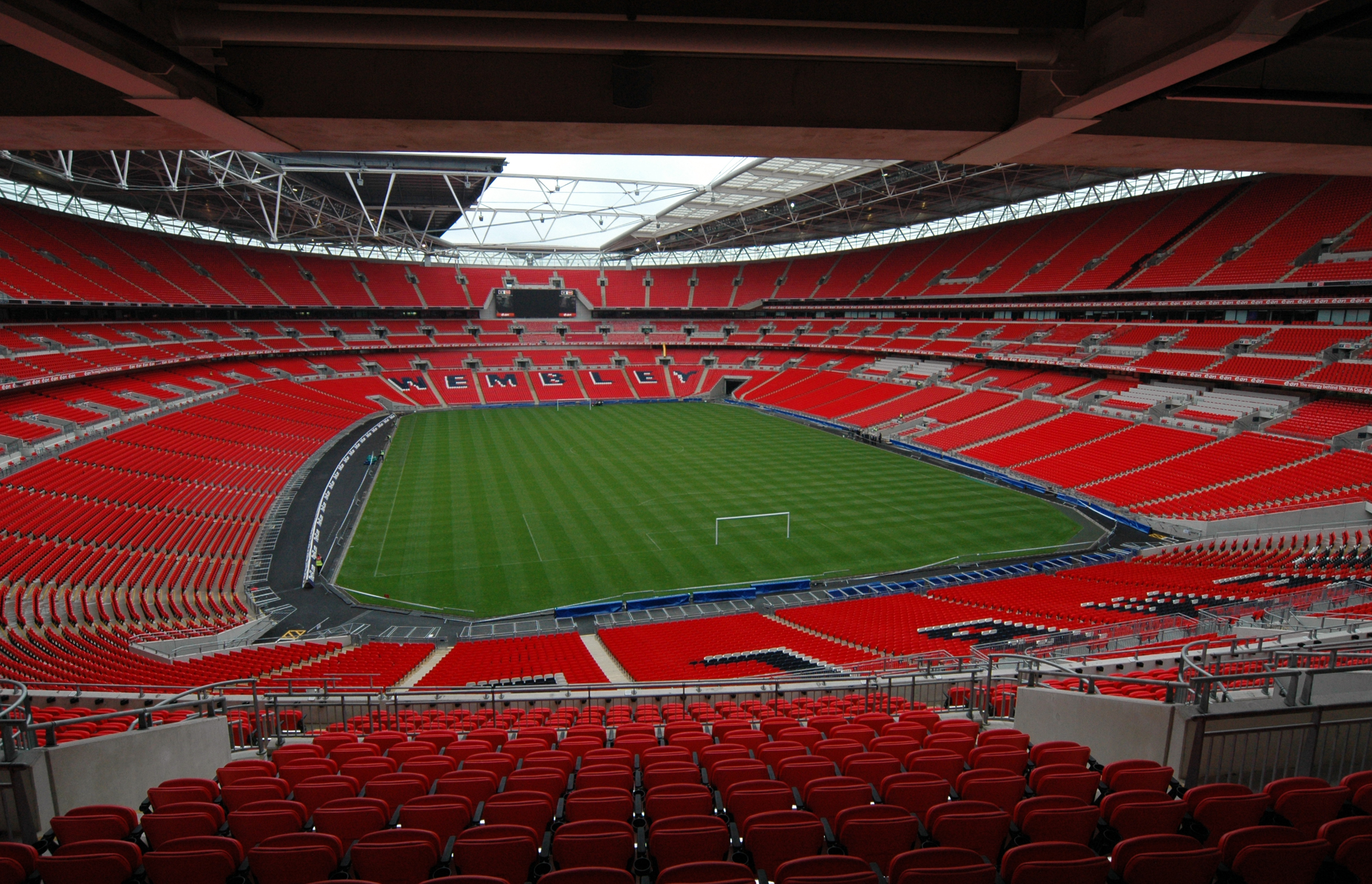
Le stade de Wembley, lieu de la finale entre les Dragons Catalans et les Wolves de Warrington.

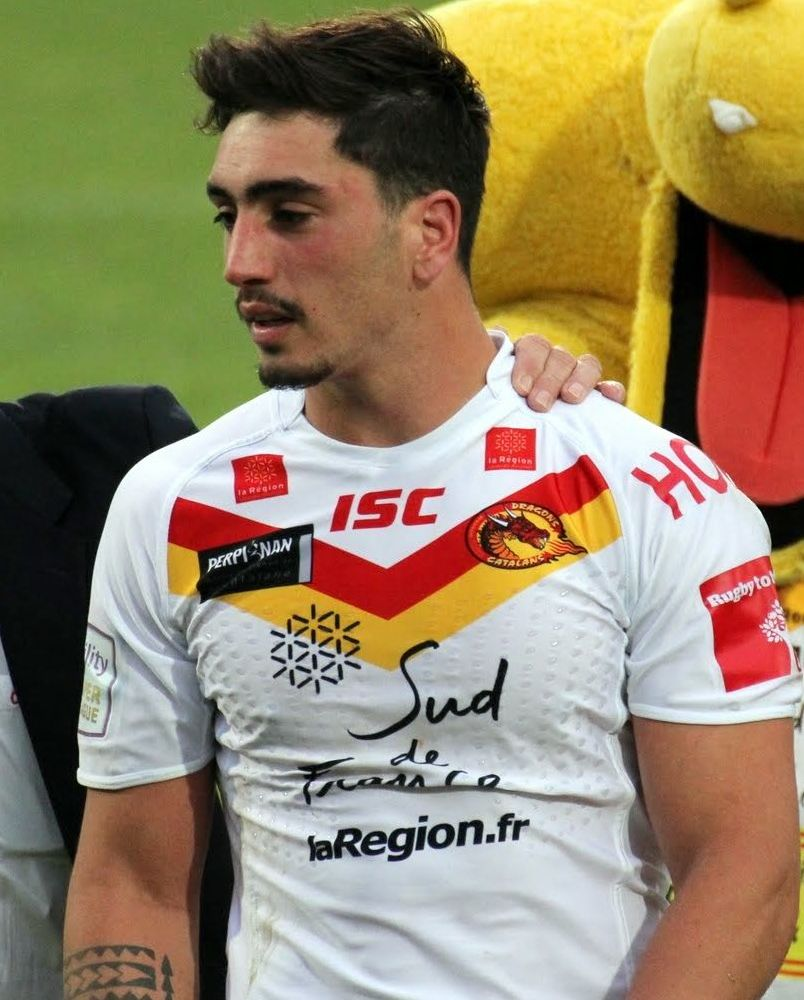
Tony Gigot, désigné homme du match et récompensé du Lance Todd Trophy.

## Synthèse

### Nombre d'équipes par division et par tour
| Divisions / Manches   | Huitièmes de finale | Quarts de finale | Demi-finales | Finale |
| --------------------- | ------------------- | ---------------- | ------------ | ------ |
| Super League 12 clubs | 12                  | 7                | 4            | 2      |
| Championship 12 clubs | 3                   | 1                | -            | -      |
| League 1 14 clubs     | 1                   | -                | -            | -      |